# Južna Danska
Južna Danska (Syddanmark) je danska regija. Obuhvaća južni dio poluotoka Jutlanda i otok Fyn. Pokrajina je nastala 2007. spajanjem okruga Južni Jutland, Ribe i Fyn te južnog dijela okruga Vejle. Južni Jutland se je također nazivao Sjeverni Schleswig te ima značajnu njemačku manjinu (povezana s njemačkom pokrajinom Schleswig-Holstein). Reljef je nizinski. Fyn (njem. Fünen) je treći danski otok po veličini (nakon Zelanda i Vendsyssel-Thya) i s danskim kopnom je povezan mostom preko tjesnaca Mali Belt, a sa Zelandom velikim mostom preko Velikog Belta. Na njemu je rođen Hans Christian Andersen. Osim Fyna regija obuhvaća manje otoke Langeland i Ærø. Istočno od Jutlanda je otok Rømø koji je dio Sjevernofrizijskih otoka. Glavni grad regije je Vejle, a najveći gradovi su Odense, Esbjerg i Kolding.

## Općine
- Aabenraa
- Assens
- Billund
- Esbjerg
- Faaborg-Midtfyn
- Fanø
- Fredericia
- Haderslev
- Kerteminde
- Kolding
- Langeland
- Middelfart
- Nordfyn
- Nyborg
- Odense
- Svendborg
- Sønderborg
- Tønder
- Varde
- Vejen
- Vejle
- Ærø